# Dolichopeza (Nesopeza) sandakanensis
Dolichopeza (Nesopeza) sandakanensis is een tweevleugelige uit de familie langpootmuggen (Tipulidae). De soort komt voor in het Oriëntaals gebied.